# Symphurus marmoratus
Symphurus marmoratus är en fiskart som beskrevs av Fowler, 1934. Symphurus marmoratus ingår i släktet Symphurus och familjen Cynoglossidae. Inga underarter finns listade i Catalogue of Life.